# Strychnos cocculoides
Strychnos cocculoides är en tvåhjärtbladig växtart som beskrevs av John Gilbert Baker. Strychnos cocculoides ingår i släktet Strychnos och familjen Loganiaceae. Inga underarter finns listade i Catalogue of Life.